# Through Fire and Smoke
Through Fire and Smoke est un film muet américain réalisé par Francis Boggs et sorti en 1911.

## Fiche technique
- Réalisation : Francis Boggs
- Production : William Nicholas Selig
- Date de sortie :  États-Unis : 31 août 1911

## Distribution
- Herbert Rawlinson
- Betty Harte
- Tom Santschi
- George Hernandez
- Leonide Watson
- James L. McGee